# Cihelná brána
Cihelná brána, také Nová brána, je empírová brána na pražském Vyšehradě. Nachází se v severní části vyšehradského opevnění a zajišťuje vstup do citadely ze severu, z Nového Města. Z Nového Města je přístup k bráně z Vratislavovy ulice, na kterou na Vyšehradě navazuje ulice V Pevnosti. 
Nový vstup do Vyšehradu od severu v kurtině starší barokní hradby dal vybudovat Karel Chotek, nejvyšší purkrabí Království českého. Cihelná brána byla vystavěna podle projektu ženijního inženýra Johanna Weisse z roku 1835. Slavnostně byla otevřena 4. listopadu 1841, společně s novou silnicí přes Vyšehrad, která spojuje Nové Město a Pankrác. Vnější fasády Cihelné brány jsou z režného cihelného zdiva. Vnitřní prostor brány je trojdílný, středem prochází silnice, boční prostory tvoří vchody pro pěší. Z brány je vstup do kasemat se sálem Gorlice, sídlí zde také jedno ze dvou vyšehradských informačních center.